# نهائي كوبا ليبرتادوريس 2010
نهائي كأس ليبرتادوريس 2010 هو النهائي الحادي والخمسون من بطولة كأس ليبرتادوريس، البطولة التي ينظمها اتحاد أمريكا الجنوبية لكرة القدم (كونميبول).
لُعب النهائي بنظام الذهاب والإياب وجمع بين غوادالاخارا المكسيكي وإنترناسيونال البرازيلي. أُقيمت مباراة الذهاب على ملعب أومنيلايف في سابوبان (خاليسكو) يوم 11 أغسطس 2010، بينما لُعبت مباراة الإياب على أرضية ملعب بيرا-ريو في مدينة بورتو أليغري يوم 18 أغسطس 2010.
تأهل الفائز بكوبا ليبرتادوريس 2010 لكأس العالم للأندية 2010 كممثل لاتحاد أمريكا الجنوبية لكرة القدم، شارك في المنافسة ابتداءًا من الدور نصف النهائي. كما حصل على حق اللعب ضد الفائز بكوبا سود أمريكانا 2010 في ريكوبا سودأمريكانا 2011.
فاز إنترناسيونال على نظيره غوادالاخارا بنتيجة 5–3 في المجموع، ليحقق لقب البطولة للمرة الثانية في تاريخه.

## عن الفريقين
| الفريق       | نهائيات سابقة (الخط العريض يشير لسنة الفوز) |
| ------------ | ------------------------------------------- |
| غوادالاخارا  | 0                                           |
| إنترناسيونال | 2 (1980، 2006)                              |

## مباراة الذهاب

### التفاصيل
| غوادالاخارا      | 1–2   | إنترناسيونال                |
| ---------------- | ----- | --------------------------- |
| - باوتيستا 45+2' | تقرير | - جوليانو 72' - بوليفار 76' |

## مباراة الإياب

### التفاصيل
| إنترناسيونال                           | 3–2   | غوادالاخارا              |
| -------------------------------------- | ----- | ------------------------ |
| - سوبيس 61' - دامياو 75' - جوليانو 89' | تقرير | - فابيان 42' - برافو 90' |